# Google Cardboard

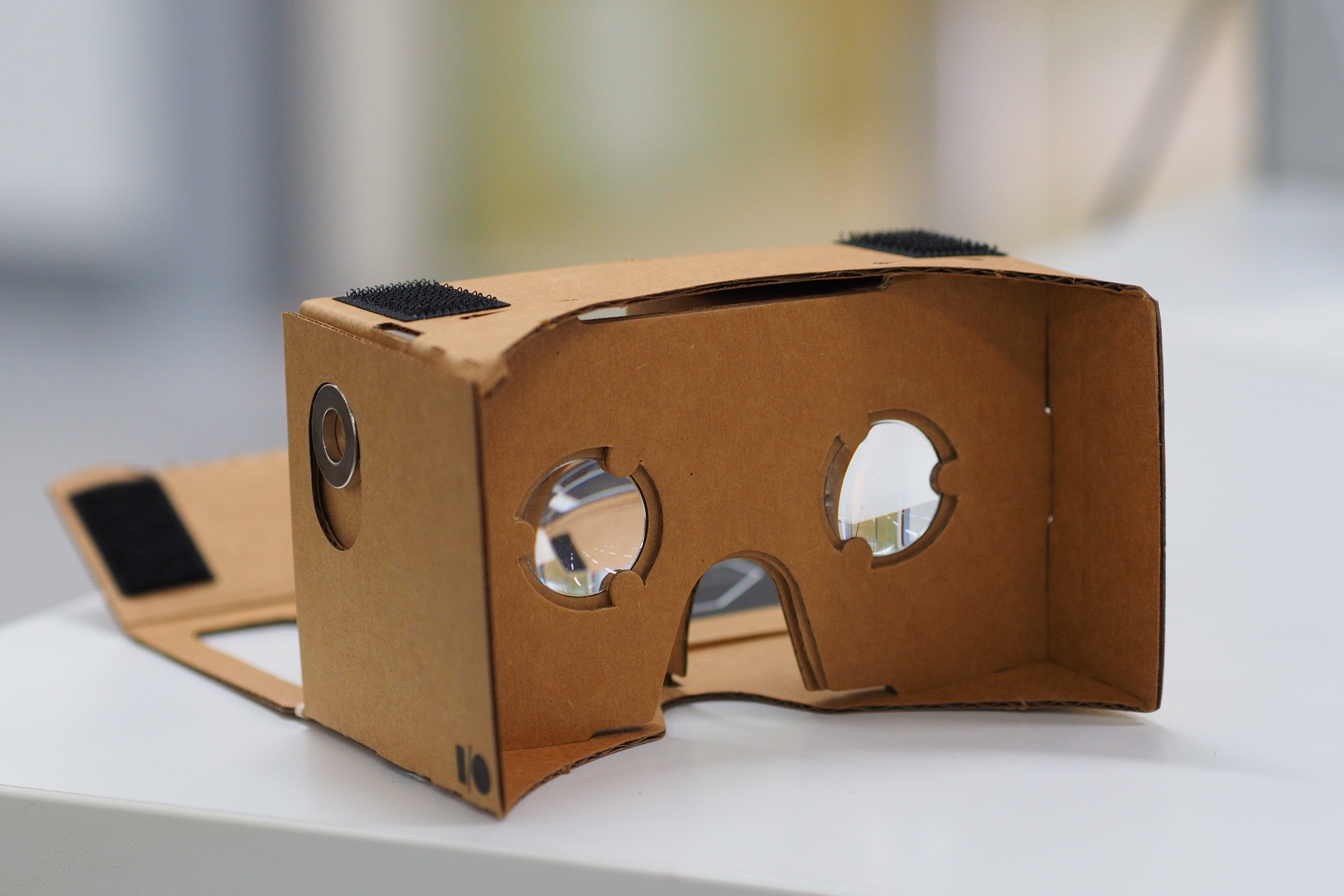
Google Cardboard

Google Cardboard – platforma wirtualnej rzeczywistości stworzona przez firmę Google do użycia z kartonowymi goglami oraz smartfonem. W założeniu ten tani system ma zainteresować konsumentów wirtualną rzeczywistością oraz zachęcić deweloperów do tworzenia aplikacji korzystających z tej technologii. Twórcami tego projektu są inżynierowie Google: David Coz i Damien Henry. Google Cardboard został stworzony w ramach akcji "20% Innovation Time Off", która pozwala pracownikom Google przeznaczać czas pracy na własne innowacje. Projekt został zaprezentowany po raz pierwszy na konferencji Google I/O 2014 dla deweloperów systemu Android.

## Tworzenie i użytkowanie
Gogle wirtualnej rzeczywistości typu Google Cardboard tworzone są z prostych komponentów. Specyfikacja tego produktu została określona przez Google Inc. - na ich stronie dostępna jest lista potrzebnych elementów, szablony oraz instrukcja składania. Na zestaw typu Google Cardboard v1 składają się: kartonowy arkusz wycięty ze specjalnego szablonu, dwie soczewki o ogniskowej 45 mm, magnes neodymowy oraz ferrytowy, tag NFC, rzepy oraz gumka podtrzymująca smartfon. Gogle można skomponować samodzielnie lub skorzystać z dostępnym na rynków gotowych zestawów. Na polskim rynku istnieje kilka firm oferujących gogle inspirowane projektem Google Cardboard, są to m.in.: happyVR, Legato, VR Box.
Gdy będziemy w posiadaniu gogli wirtualnej rzeczywistości wystarczy zainstalować aplikacje dostępne w Sklepie Play lub Apple App Store i umieścić nasz smartfon w goglach. Aplikacje rozdzielają wyświetlacz w połowie i tworzą dwa obrazy - po jednym dla każdego oka. W rezultacie uzyskujemy obraz stereoskopowy.
Pierwsza wersja Google Cardboard została zaprojektowana dla telefonów o maksymalnej przekątnej ekranu 5.7″ i wymaga użycia magnesu jako zewnętrznego przycisku.

## Powiązane projekty
JUMP
Projekt Google Inc. skierowany jest do twórców nagrań sferycznych. Podobnie jak w przypadku Google Cardboard firma udostępniła instrukcję wykonania statywu, który mieści 16 kamer, po ich zsynchronizowaniu tworzą jedną kamerę sferyczną (360°). Oficjalnym partnerem tego projektu jest GoPro. Rekomendowaną kamerą do umieszczenia w statywie jest GoPro Hero4, ale można użyć dowolnej innej o identycznych wymiarach.